# Inge Meysel
Inge Meysel (n. Ingeborg Charlotte Meysel; nume prin căsătorie: Hansen, Rudolph și Olden; n. 30 mai 1910, Rixdorf (Berlin), astăzi Berlin-Neukölln – d. 10 iulie 2004 la Seevetal-Bullenhausen) a fost o actriță germană de teatru și televiziune.

## Debutul în teatru și la TV
Inge Meysel, fiica comerciantului evreu Julius Meysel și a soției daneze a acestuia, Margarete Hansen, și-a început cariera de actriță în teatre din orașele Zwickau, Berlin și Leipzig. Însă debutul pe scenă și-l făcuse la vârsta de trei ani, în rol de înger, în opera Hänsel și Gretel (de la sfârșitul sec. 19; muzica: Engelbert Humperdinck; libretul: Adelheid Wette).
În anii 1933-1945 i-a fost interzisă în Germania exercitarea profesiunii de actor din cauza originii evreiești a tatălui (vezi articolul Legile de la Nürnberg). La Danzig, înainte de înglobarea acestuia în statul hitlerist, Meysel a lucrat un timp ca telefonistă și desenator tehnic. Tatăl, Julius Meysel, a fost deposedat de avere și a supraviețuit în 1945 ascuns într-o pivniță, după ce reușise să scape de deportare în împrejurarea că însuși Reinhard Heydrich intervenise favorabil, pe considerentul că Julius Meysel fusese combatant rănit în primul război mondial.
Inge Meysel a revenit pe scenă în 1945 la „Thalia-Theater” din Hamburg. Anul 1959 i-a adus celebritate, mulțumită rolului avut într-un serial TV; de atunci i-a rămas porecla „mama națiunii” . Au urmat și alte roluri în seriale care i-au mărit popularitatea.

## Angajamentul social-politic
Prima luare de poziție politică a fost în 1925, când Inge Meysel a rostit, la o adunare a organizației de tineret din Berlin a Partidului Liberal, o cuvântare care pleda pentru abolirea pedepsei capitale. A participat și la proteste organizate împotriva articolului 218 din codul penal german, ce prevedea pedepse penale pentru actul întreruperii sarcinii. La sfârșitul anilor '20, Inge Meysel s-a înscris în organizația de tineret a Partidului Social-Democrat din Germania.
În 1972 a sprijinit campania electorală a cancelarului social-democrat Willy Brandt, iar în 1978 a fost una dintre zece personalități feminine "V.I.P." care au dat în judecată celebrul săptămânal vest-german Stern ("Steaua") în cadrul unui așa-zis "proces împotriva sexismului". În 1981 a respins ordinul Crucea pentru merit. A participat la câteva spectacole cu caracter caritativ în favoarea îmbolnăviților de SIDA.

## Ultimii ani
În 2003 i-a fost diagnosticată demența senilă. A jucat totuși în 2004 un rol într-un serial popular de televiziune, „Polizeiruf 110”. La sfârșitul lunii aprilie 2004 a suferit o fractură cominutivă complicată la femurul drept. Operația de urgență a reușit. A mai trăit până în dimineața zilei de 10 iulie a aceluiași an. Urna i-a fost depusă în cimitirul Ohlsdorf din Hamburg, alături de rămășițele soțului ei, John Olden.